# Friedrich Albert Fallou
Friedrich Albert Fallou (ur. 11 listopada 1794 w Zörbig, zm. 6 września 1877 w Diedenmühle koło Waldheim) – niemiecki adwokat, geolog i gleboznawca, twórca nowoczesnego gleboznawstwa. Pracując jako adwokat i inspektor podatkowy, Fallou dał się poznać jako niezależny naukowiec, uznany autorytet w kwestiach badania gleb rolnych i leśnych. W 1862 r. wysunął ideę, że w naturze gleba nie jest tożsama z geologią. Postulując traktowanie badania gleb jako samodzielnej nauki Fallou wprowadził termin pedologia (niem. Pedologie).

## Życiorys
Friedrich Albert Fallou pochodził z francuskiej arystokratycznej rodziny hugenotów. Był synem urzędnika sądowego. Dzieciństwo spędził w Rochlitz i Grimmie, gdzie uczęszczał do szkoły książęcej. Nigdy się nie ożenił. W latach 1814–1817 Fallou studiował prawo na uniwersytecie w Lipsku. Między 1818 r. a 1824 r. pracował jako adwokat w Colditz. W 1825 r. został mianowany urzędnikiem miejskim w Waldheim, gdzie pracował jako pracownik administracyjny sądu miejskiego oraz rzeczoznawca w zakresie podatku gruntowego. Umiłowanie natury ukierunkowało jego uwagę na gleby, które zaczął badać jako niezależny naukowiec amator. Opisał geografię regionów i miast w Saksonii, którą pod pseudonimem „Baldwin z Eichberg” opublikował w czasopiśmie „Saxonia”. W 1833 r. zrezygnował ze stanowiska urzędnika miejskiego i powrócił do praktyki adwokackiej i pracy jako rzeczoznawca gruntowy, czym się zajmował do 1850 r. Po roku 1850 Fallou poświęcił się prawie wyłącznie badaniom geologicznym, mineralogicznym i gleboznawczym. W 1856 r. przeniósł się do Diedenmühle pod Waldheim w Saksonii, gdzie pracował jako niezależny naukowiec aż do śmierci.

## Praca naukowa
Fallou, który poświęcił większość swojego życia walidacji podatkowej gruntów, niepokoił się obniżaniem jakości gleb na obszarze jego pracy. W latach 30. Fallou rozpoczął niezależne badania geologiczne, petrologiczne i mineralogiczne. Szczególną uwagę poświęcił granulitom w pobliżu Prachatice na wschodnim skraju pasma Szumawy. Po 1840 r. poświęcił się badaniom rozwoju gleb rolnych i leśnych. Jego pierwsza większa publikacja z 1845 r. była opisem formacji skalnych Muldengaues i ich wpływu na roślinność. Otrzymał za nią nagrodę Towarzystwa Naukowego Jabłonowskich w Lipsku.
W 1853 r. opublikował książkę „Grunty rolne Królestwa Saksonii”, w 1855 r. ukazało się drugie wydanie. Poprzez liczne podróże po Saksonii i krajach sąsiednich Fallou zauważył potrzebę wykorzystywania wiedzy o glebach w praktyce rolnej i leśnej.
W swoich dwóch książkach: „Podstawy gleboznawstwa” (1857 i 1865) i „Pedologia lub gleboznawstwo ogólne i szczegółowe” (1862) zaprezentował rozwój od swoich obserwacji terenowych do systematycznego podejścia do gleb. Wyjaśnił, dlaczego warto badać powstawanie i rozwój gleb, i apelował o uznanie gleboznawstwa jako odrębnej dyscypliny naukowej. W drugiej z książek zaproponował sposób opisu profilu glebowego, omówił właściwości fizyczne i chemiczne gleb i zaproponował klasyfikacje gleb na podstawie właściwości mineralnych. Za przyczyną tych prac Fallou jest wymieniany jako pierwszy spośród założycieli nowoczesnego gleboznawstwa.
Kolejnymi pracami Fallou były „Grunty i gleby Królestwa Saksonii i wszystkich obszarów sąsiadujących...” (1869) i „Główne typy gleb północnych i bałtyckich krajów Cesarstwa Niemieckiego naukowo przemyślane” (1875). Dzięki nim oraz kilku artykułom opublikowanym w Zeitschrift für deutsche Landwirthe (Magazyn dla niemieckich rolników) Fallou zdobył uznanie za swoje osiągnięcia naukowe.
Wasilij Dokuczajew (1846-1903) jest dziś lepiej rozpoznawalny niż Friedrich Fallou, jednak pod koniec życia Dokuczajewa, to Fallou był uważany przez Konstantina Glinkę (1867-1927), ucznia Dokuczajewa, za ojca nowoczesnego gleboznawstwa. Status Fallou jako twórcy współczesnego gleboznawstwa potwierdza moskiewski gleboznawca i biograf rosyjskiego gleboznawstwa Arseniy Yarilov, redaktor naczelny czasopisma “Pochvovedenie”. Yarilov zatytułowany swój artykuł w “Pochvovedenie” z 1904 r. „Friedrich Albert Fallou, założyciel gleboznawstwa”.

## Prace
- F.A. Fallou: Die Gebirgsformationen zwischen Mittweida und Rochlitz, der Zschopau und beiden Mulden und ihr Einfluß auf die Vegetation. Versuch einer geognostischen-agronomischen Beschreibung [Formacje górskie pomiędzy Mittweida i Rochlitz, Zschopau oraz dwa koryta, a także ich wpływ na roślinność. Próba opisu geodiagnostyczno-agronomicznego]. Leipzig: Staritz, 1845. (niem.). Brak numerów stron w książce
- F.A. Fallou: Die Ackererden des Königreichs Sachsen und der angrenzenden Gegend, geognostisch untersucht und classificiert. Eine bodenkundliche Skizze [Ziemie uprawne Królestwa Saksonii i okolicznych obszarów, geologicznie zbadane i sklasyfikowane. Szkic glebowy]. Leipzig: Freiberg, 1853. wydawca drugiego wydania: Gerhard, 1855 r.. (niem.). Brak numerów stron w książce
- F.A. Fallou: Nfangsgründe der Bodenkunde [Podstawy gleboznawstwa]. Dresden: G. Schönfeld´s Buchhandlung, 1857. drugie wydanie w 1965 r.. (niem.). Brak numerów stron w książce
- F.A. Fallou: Pedologie oder allgemeine und besondere Bodenkunde [Pedologia lub gleboznawstwo ogólne i szczegółowe]. Dresden: G. Schönfeld´s Buchhandlung, 1862. (niem.). Brak numerów stron w książce
- F.A. Fallou: Grund und Boden des Königreichs Sachsen und seiner Umgebung in sämtlichen Nachbarstaaten in volks-, land- und forstwirthschaftlicher Beziehung naturwissenschaftlich untersucht [Grunty i gleby Królestwa Saksonii i wszystkich obszarów sąsiadujących, naukowo badane w relacji do ludzi, rolnictwa i leśnictwa]. Dresden: G. Schönfeld´s Buchhandlung, 1869. (niem.). Brak numerów stron w książce
- F.A. Fallou: Die Hauptbodenarten der Nord- und Ostsee-Länder deutschen Reiches naturwissenschaftlich betrachtet. Skizze [Główne typy gleb północnych i bałtyckich krajów Cesarstwa Niemieckiego naukowo przemyślane. Szkic]. Dresden: G. Schönfeld´s Buchhandlung, 1875. (niem.). Brak numerów stron w książce